# The Amazing Race Asia
The Amazing Race Asia é um reality show baseado na série The Amazing Race exibido pelo canal AXN Asia para a região da Ásia-Pacífico.